# كاسر الكود (كتاب)
كاسر الكود: جنيفر داودنا وتحرير الجينات ومستقبل الجنس البشري (بالإنجليزي: The Code Breaker: Jennifer Doudna, Gene Editing, and the Future of the Human Race) هو كتاب واقعي من تأليف المؤرخ والصحفي الأمريكي والتر إيزاكسون. نُشر في مارس 2021 بواسطة سايمون وشوستر، وهو سيرة ذاتية لجنيفر داودنا، الحائزة على جائزة نوبل في الكيمياء لعام 2020 عن عملها على نظام كريسبر لتحرير الجينات.
ظهر الكتاب في المرتبة الأولى على قائمة الكتب الأكثر مبيعًا في نيويورك تايمز للأسبوع المنتهي في 13 مارس 2021.

## الترويج
في 22 مارس 2021 ظهر آيزاكسون في برنامج العرض المتأخر مع ستيفن كولبير لمناقشة الكتاب.

## الاستقبال
في مراجعته المميزة، وصفته مراجعات كيركس بأنه «كتاب حيوي عن الشيء الكبير التالي في العلم، وسيرة ذاتية أخرى رفيعة المستوى من إيزاكسون».
وقد وصفته دار بابليشرز ويكلي بأنه «حساب مؤثر لتقدم علمي عظيم وللعلماء المخلصين الذين أدركوه».